# Günther von Kluge
Günther Hans von Kluge (ur. 30 października 1882 w Poznaniu, zm. 19 sierpnia 1944 na autostradzie w okolicach Metzu) – generał marszałek polny Wehrmachtu, dowódca sił niemieckich na froncie zachodnim po lądowaniu w Normandii.

## Pochodzenie
Z pochodzenia był Prusakiem i synem oficera Cesarstwa Niemieckiego, który za zasługi wojenne otrzymał tytuł szlachecki.

## Okres do wybuchu II wojny światowej
Od 1901 był pruskim oficerem polowej artylerii. 22 marca 1907 został mianowany podporucznikiem 46 pułku artylerii polowej w Wolffenbüttel. Po ukończeniu Akademii Wojskowej jako porucznik służył w sztabie.
Podczas I wojny światowej służył jako oficer Sztabu Generalnego, a także jako oficer sztabu XXI Korpusu, wraz z którym walczył w Karpatach, zaś od 1917 jako oficer sztabowy 236 Dywizji Piechoty walczył we Flandrii i pod Artois. Ciężko ranny pod Verdun, powrócił do służby dopiero w 1919 jako oficer sztabowy 3. Dywizji Piechoty. Szybko awansował. Od 1923 pracował w Ministerstwie Reichswehry, zaś w trzy lata później został mianowany dowódcą 3. pułku artylerii w Żaganiu. W okresie międzywojennym był Szefem sztabu 1. Dywizji Kawalerii, który stacjonował we Frankfurcie nad Odrą, a w 1928 dowódcą 2. pułku artylerii w Schwerinie.
W 1932 był dowódcą artylerii III Korpusu w Berlinie. Do stycznia 1933 był pułkownikiem, a po dojściu Hitlera i NSDAP do władzy zaczął awansować. W tym też roku mianowany generałem majorem, a w kwietniu 1934 generałem porucznikiem. Od 1936 jako generał artylerii, zaś w grudniu 1938 został mianowany Głównodowodzącym Heeresgruppe 6 i brał udział w zajęciu Sudetów przez wojska niemieckie podczas agresji na Czechosłowację. We wrześniu tego roku objął dowództwo VI Okręgu Wojskowego. W marcu 1938 – po styczniowym kryzysie Blomberg – Fritsch pozbawiony dowództwa. Do czynnej służby został powołany w momencie wybuchu II wojny światowej. Przed wybuchem II wojny światowej mianowany dowódcą 4 armii.

## Lata 1939–1940

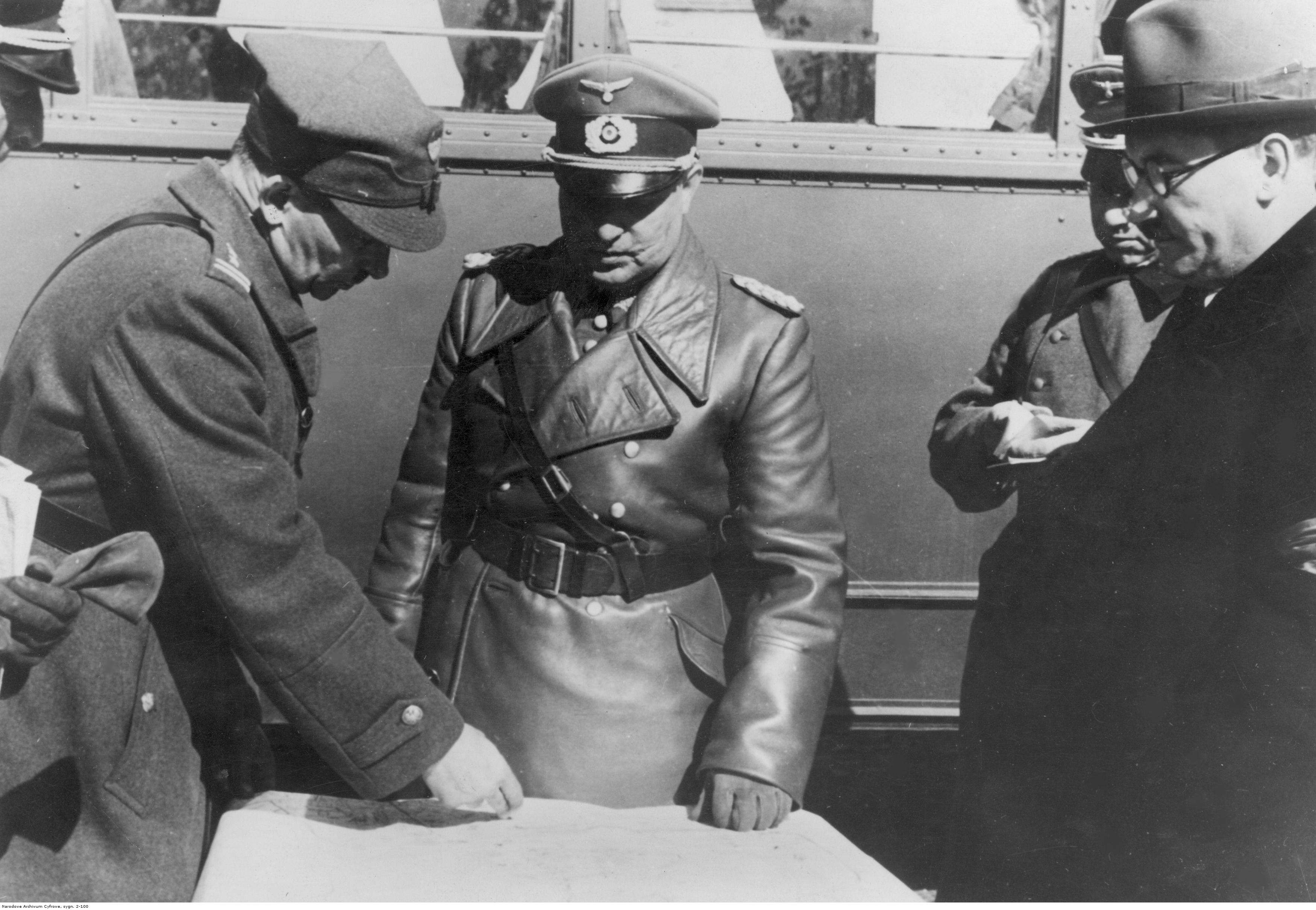
Günther von Kluge w czasie rokowań w sprawie kapitulacji Warszawy, wrzesień 1939

Na czele 4 Armii brał udział w agresji Niemiec na Polskę w 1939 – jego zadanie polegało na przecięciu przez siły Wehrmachtu atakujące z Pomorza słupskiego województwa pomorskiego i kontynuowaniu ataku z terenu Prus Wschodnich w kierunku na Warszawę. 8 września 1939 jego jednostki dotarły do Płocka. Wraz z oddziałami uczestniczył w walkach nad Bzurą. Był obok dowódcy 8 Armii gen. Johannesa Blaskowitza głównym odpowiedzialnym za zbrodnie Wehrmachtu na terenie Wielkopolski. 30 września 1939 za zasługi w wojnie z Polską podniesiony do rangi generała pułkownika (Generaloberst).

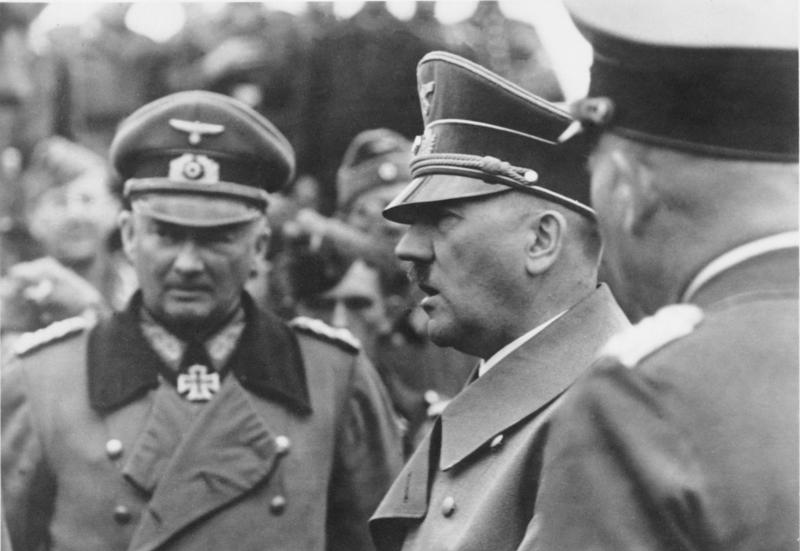
Günther von Kluge podczas wizyty Adolfa Hitlera we Francji, 1940

16 maja 1940 jego armia rozwija manewr, którego celem jest otoczenie Brytyjczyków w północnej Francji i Belgii. W trzy dni później kwaterował w Le Nouvion, na terenie zamku Bourbonów. Kilka następnych dni spędził wraz ze sztabem na zamku Linciaux, następnie dowodzone przez niego oddziały złamały francuski opór na rzece Risle i przekroczyły Sommę. 19 lipca 1940 po zwycięstwie wojsk niemieckich w bitwie o Francję został mianowany przez Adolfa Hitlera wraz z jedenastoma innymi generałami Wehrmachtu Generałem marszałkiem polnym. Podczas walk we Francji jego armia ulokowała się na północ od 12 Armii, której „pancerną pięścią” była 5 Dywizja Pancerna. 17 maja przybył do sztabu 7 Dywizji Pancernej, aby uzgodnić z Erwinem Rommlem dalsze działanie. 24 maja grupa Klugego mająca 40 dywizji przystąpiła do zabezpieczenia uderzenia na Paryż wzdłuż Sommy do La Fere, aż do wybrzeża morskiego.

## Lata 1941–1944

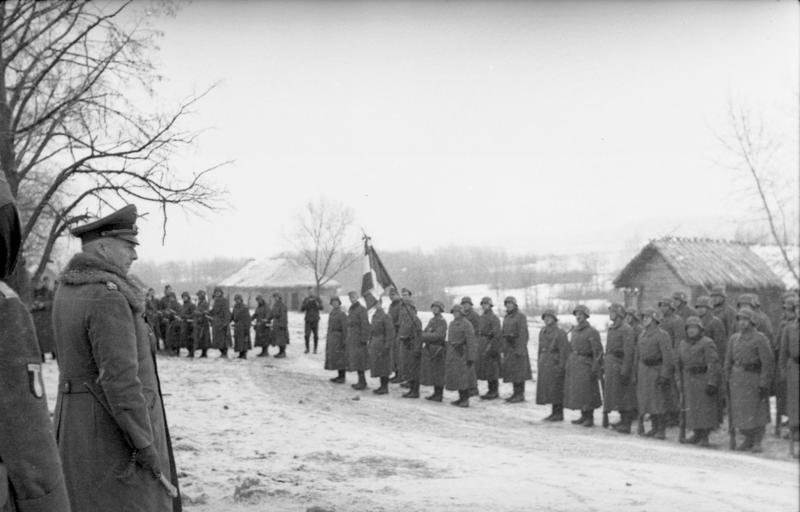
Günther von Kluge podczas inspekcji oddziałów LVF, 1941

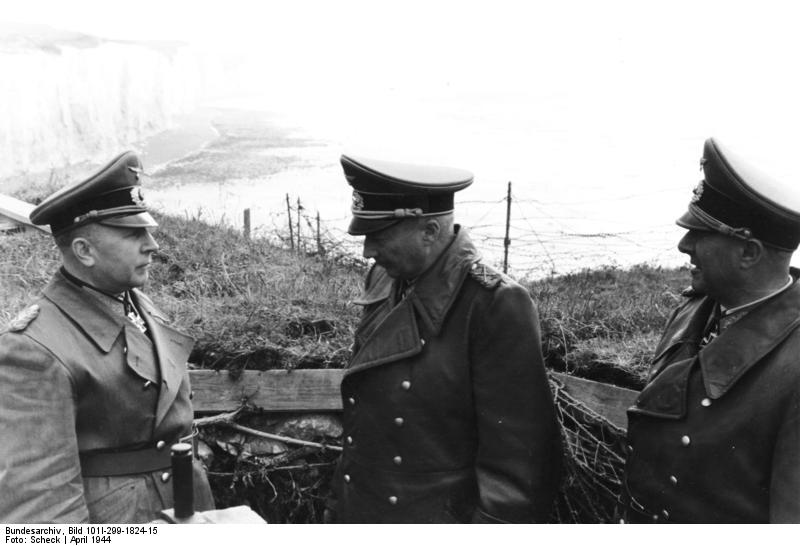
Günther von Kluge na Wale Atlantyckim, kwiecień 1944

W 1941, podczas agresji III Rzeszy na ZSRR był dowódcą 4 Armii, która dotarła do bram Moskwy tak blisko, że na początku grudnia 1941 jej oficerowie mogli (przez lornetki) widzieć na własne oczy Kreml. 6 października 1941 wraz z 9 Armią gen. Adolfa Straußa jego formacje okrążyły pod Wiaźmą część sił lewego skrzydła radzieckiego Frontu Zachodniego oraz Frontu Rezerwowego. W tym też roku przyjął osobisty prezent od Hitlera w postaci 250 000 marek. 16 grudnia 1941 objął dowództwo nad Grupą Armii Środek. Miejsce to zajął po feldmarszałku Fedorze von Bocku. Później otrzymał on za zasługi na froncie wschodnim nagrodę 400 tys. Reichsmarek. Za otrzymane pieniądze kupił sobie nieduży majątek na Dolnym Śląsku.
Podczas bitwy na łuku kurskim (5 lipca 1943) na pozycje Armii Czerwonej od północy nacierała Grupa Armii Środek pod jego dowództwem. Trzy dni po inwazji brytyjsko-amerykańskiej na Sycylię, Hitler rozkazał von Klugemu przerwać bitwę pod Kurskiem. W ostatniej dekadzie września wycofał on wojska ze Smoleńska w obawie przed okrążeniem. W listopadzie 1943 został usunięty z zajmowanego stanowiska za krytykę decyzji Hitlera. 27 października miał wypadek samochodowy, na skutek którego trafił do szpitala. Oficjalnie podano, że ten fakt był powodem opuszczenia stanowiska dowódcy Grupy Armii Środek.
Latem 1944 został mianowany dowódcą Grupy Armii „D”. Od 3 lipca 1944 walczył już na zachodzie. Został mianowany Naczelnym Dowódcą Frontu Zachodniego. Objął to stanowisko po feldmarszałku von Rundstedcie odwołanym 30 czerwca 1944. Tego też dnia odbyło się w La Roche-Guyon pierwsze spotkanie Klugego z Rommlem.
Według danych SD z 1944 Kluge przez całe życie był związany z (surowo zabronionym w III Rzeszy) wolnomularstwem i korzystając z tych kontaktów pertraktował z aliantami. Przykładem tego może być zgoda na rozejm w celu wymiany rannych jeńców oraz personelu medycznego (pielęgniarek i „Blitzmädel”) oraz zwłok poległych wyższych oficerów.

## Okres po zamachu na życie Hitlera
16 lipca podpisał wraz z Rommlem „ultimatum” dla Hitlera, w którym przedstawił sytuację frontu zachodniego. Był wmieszany w spisek z 20 lipca, uczestniczył w „sprzysiężeniu generałów”. Na froncie zachodnim do końca pertraktował z Anglikami i Francuzami o zawarcie pokoju. Zawieszenie działań miało być pierwszą fazą. Jego wojsko miało objąć pełną władzę na obszarach frontowych oraz terytoriach pasa reńskiego. Von Kluge chciał stać się namiestnikiem Rzeszy dla obszarów przez siebie kontrolowanych. Na wieść o zamachu na Hitlera zakazywał bombardowań Anglii rakietami V1. Poinformował on centralę spisku 20 lipca 1944 (gen. Ludwika Becka), że Adolf Hitler uniknął śmierci. Po zamachu na życie Hitlera miał zostać dowódcą frontu wschodniego. Chciał stworzyć silniejszy front zachodni z Grup Armii „G” i „B”, które miały oprzeć się na południu o granicę szwajcarską. Po udaniu się Rommla na kurację czaszki, objął dowództwo nad Grupą Armii B (19 lipca). 20 lipca odwiedził Rommla w szpitalu. 1 sierpnia 3 Amerykańska Armia dowodzona przez gen. Pattona zdobyła Avranches. Kluge już wówczas usilnie prosił Hitlera o umożliwienie mu wycofania wojsk za linię Sekwany w celu uniknięcia okrążenia. Jednak Hitler nie przyjmował tego do wiadomości. 4 sierpnia Hitler wydał zarządzenie o przeprowadzeniu kontrofensywy pod kryptonimem „Luttich”. Jej zadanie polegało na odcięciu amerykańskiej 3 A od jednostek 1 A. Ofensywa ruszyła trzy dni później, lecz jedynym sukcesem wojsk Klugego było zdobycie Mortain. Tego też dnia wojska kanadyjskie rozpoczęły atak na odcinku bronionym przez 12 dyw. panc. SS i 89 dyw. piech. 11 sierpnia część Grupy Armii B znalazła się w kotle. 15 sierpnia 1944 został usunięty ze stanowiska dowódcy frontu „West”. Aresztowany 16 sierpnia przez Jürgena Stroopa i przewieziony do Dombasle sur Heurthe w Lotaryngii.
Zdania historyków co do śmierci Klugego są podzielone, większość – m.in. brytyjski historyk Robert S. Wistrich – podaje, że von Kluge popełnił samobójstwo podczas podróży z Paryża do Metzu, rozgryzając fiolkę z cyjankiem (18 sierpnia). Według relacji Jürgena Stroopa 19 sierpnia 1944 feldmarszałek został zamordowany, przy czym upozorowano samobójstwo. W pożegnalnym liście z 18 sierpnia 1944 von Kluge wyraził jednak podziw dla wielkości Hitlera oraz swą dozgonną wierność, wzywając jednocześnie Führera do zakończenia wojny:
Nie wiem, czy feldmarszałek Model, człowiek o sprawdzonych umiejętnościach, może jeszcze uratować sytuację. Z całego serca życzę mu powodzenia. Ale jeśli mu się nie uda (...), wzywam pana do zakończenia wojny („Mein Führer, entschließen Sie sich, den Krieg zu beenden”).

## Zbrodnie wojenne
Podczas kampanii na wschodzie, na terytorium Polski i ZSRR, podległe Güntherowi von Kluge oddziały Wehrmachtu dokonywały szeregu zbrodni wojennych (m.in. rozstrzeliwanie radzieckich jeńców wojennych), za które Kluge ponosi współodpowiedzialność.

## Odznaczenia
- Krzyż Żelazny II i I Klasy (1914)
- Krzyż Rycerski Orderu Rodu Hohenzollernów z Mieczami na Wojennej Wstędze
- Order Zasługi Wojskowej IV Klasy z Mieczami (Bawaria)
- Krzyż Zasługi Wojskowej II Klasy (Meklemburgia-Schwerin)
- Order Korony Żelaznej III Klasy z Dekoracją Wojenną (Austro-Węgry)
- Krzyż Zasługi Wojskowej III Klasy z Dekoracją Wojenną (Austro-Węgry)
- Medal za Ratowanie z Niebezpieczeństwa (Oldenburg)
- Odznaka za Rany (1918) w czerni
- Krzyż Honorowy za Wojnę Światową 1914/1918 (dla Frontowców)
- Medal Pamiątkowy 13 marca 1938
- Medal Pamiątkowy 1 października 1938
- Krzyż Żelazny II i I Klasy z okuciami ponownego nadania
- Medal za Kampanię Zimową na Wschodzie 1941/1942
- Krzyż Rycerski Krzyża Żelaznego z Liśćmi Dębu i Mieczami

## Rodzina
Jego brat Wolfgang von Kluge został generałem.